# خافيير إمبرودا أورتيز بافيليون
جناح خافيير إمبرودا أورتيز هو منشأة رياضية تقع في مدينة مليلية الإسبانية. يتسع الملعب لـ 2900 متفرج وهو المكان الذي يلعب فيه مليلية بالونسيستو من دوري LEB Oro ومليلية لكرة الصالات من LNFS و CV Melilla من دوري الدرجة الأولى للكرة الطائرة في إسبانيا مبارياتهم على أرضهم.

## تاريخ
في 17 فبراير 1995، وضع العمدة إجناسيو فيلاسكيز ريفيرا الحجر الأول وتم افتتاحه تحت اسم جناح سيوداد دي مليلية الرياضي . وفي منتصف عام 2007 غيرت اسمها إلى اسمها الحالي تكريما لمدرب كرة السلة خافيير إمبرودا ،  أصله من مليلية وأحد أبرز الشخصيات المرتبطة بعالم الرياضة في تاريخ المدينة المذكورة ودوريها ACB. حصل على المركز الثاني مع سي بي ملقة في موسم 93/94 ضد نادي برشلونة. استضاف الجناح 3 كأس أمير أستورياس لكرة السلة و3 نهائيات فاصلة للترقية إلى دوري ACB بواسطة نادي ميليلا بالونسيستو . 

## روابط خارجية
- [وصلة مكسورة]</link>
- javierimbroda.com معلومات حول الجناح على الموقع الرسمي لخافيير إمبرودا